# Stanislav Ioudenitch
Stanislav Ioudenitch (nacido el 5 de diciembre de 1971) es un pianista estadounidense nacido en Uzbekistán, conocido por ganar la medalla de oro en el Undécimo Concurso Internacional de Piano Van Cliburn de 2001, junto con Olga Kern, así como el Premio Steven De Groote a la mejor interpretación de música de cámara.  También ha ganado importantes premios en los concursos Busoni, Kapell y Maria Callas, así como en el Palm Beach Invitational de 1998 y en el New Orleans International de 2000. Su victoria en el Concurso Van Cliburn lo llevó a su debut en  el Festival de Música de Aspen y a una gira europea con actuaciones en festivales de verano de Francia, Alemania, Italia y el Reino Unido.

## Formación
Nacido en una familia de músicos de Taskent, Ioudenitch comenzó a tocar el piano con siete años. Estudió en la Escuela de Música Uspensky de Taskent con Natalia Vasínkina. Después su formación siguió en la Escuela de Música Reina Sofía de Madrid con Dmitri Bashkírov y Galina Eguiazárova, en la Fundación Internacional de Piano de Cadenabbia (actual Academia Internacional de Piano del Lago Como) con Karl Ulrich Schnabel, William Grant Naboré, Murray Perahia, Leon Fleisher, Fou Ts'ong y Rosalyn Tureck, en el Instituto de Música de Cleveland con Serguéi Babayán y el Conservatorio de Música de la University of Missouri–Kansas City (UMKC) con Robert Weirich.

## Carrera
Ioudenitch ha actuado en toda Europa, Estados Unidos y Asia, y ha colaborado con grandes directores internacionales como James Conlon, Valeri Guérguiyev, Mijaíl Pletniov, Asher Fisch, Vladímir Spivakov, Günther Herbig, Pável Kogan, James DePreist, Michael Stern, Stefan Sanderling, Carl St. Clair y Justus Franz, y con orquestas destacadas como la Sinfónica Nacional de Washington D. C., la Filarmónica de Múnich, la Orquesta del Teatro Mariinski, la Filarmónica de Rochester, la Filarmónica Nacional de Rusia, la Sinfónica de Fort Worth y la Sinfónica de Kansas City, entre otras. En música de cámara ha actuado con los cuartetos de cuerda Takács, Prazák y Borromeo y es miembro fundador del Park Piano Trio de la Park University de Kansas City, Misuri.
Ioudenitch es el pianista más joven invitado a dar clases magistrales en la Academia Internacional de Piano del Lago Como, donde actúa como vicepresidente. Actualmente es profesor asociado de música y piano en la Universidad Park y profesor asociado en el Conservatorio de Música Oberlin.